# 科爾克查塔山
16°5′55″S 68°24′39″W / 16.09861°S 68.41083°W
科爾克查塔山（Qullqi Chata），是玻利維亞的山峰，位於該國西部拉巴斯省的洛斯安地斯省，處於奇亞爾蒂希山以南、基姆薩查塔山以西、泰皮庫丘山東南面，屬於安第斯山脈中玻利維亞瑞阿爾山脈的一部分，海拔高度4,876米。